# Крётвиллер
Крётвиллер (фр. Croettwiller) — коммуна на северо-востоке Франции в регионе Гранд-Эст (бывший Эльзас — Шампань — Арденны — Лотарингия), департамент Нижний Рейн, округ Агно-Висамбур, кантон Висамбур. До марта 2015 года коммуна административно входила в состав упразднённого кантона Сельц (округ Висамбур).
Площадь коммуны — 2,55 км², население — 162 человека (2006) с тенденцией к стабилизации: 173 человека (2013), плотность населения — 67,8 чел/км².

## Население
Население коммуны в 2011 году составляло 172 человека, в 2012 году — 172 человека, а в 2013-м — 173 человека.
| 1962 | 1968 | 1975 | 1982 | 1990 | 1999 | 2006 | 2008 | 2011 | 2012 | 2013 |
| ---- | ---- | ---- | ---- | ---- | ---- | ---- | ---- | ---- | ---- | ---- |
| 109  | 106  | 117  | 103  | 111  | 173  | 162  | 167  | 172  | 172  | 173  |

Динамика населения:

## Экономика
В 2010 году из 117 человек трудоспособного возраста (от 15 до 64 лет) 96 были экономически активными, 21 — неактивными (показатель активности 82,1 %, в 1999 году — 75,0 %). Из 96 активных трудоспособных жителей работали 87 человек (54 мужчины и 33 женщины), 9 числились безработными (двое мужчин и 7 женщин). Среди 21 трудоспособных неактивных граждан 7 были учениками либо студентами, 5 — пенсионерами, а ещё 9 — были неактивны в силу других причин.